# Euphylidorea terraenovae
Euphylidorea terraenovae là một loài ruồi trong họ Limoniidae. Chúng phân bố ở miền Tân bắc.